# Cobla els Lluïsos de Taradell
Cobla els Lluïsos de Taradell és la cobla més antiga de Catalunya en actiu, fundada el dia de Nadal de 1876 a Taradell. El promotor va ser el seminarista Isidre Reig i Serra. Inicialment, es va estrenar com a orquestra i no ho feren com a cobla fins al 1925.
Durant més de cinquanta anys han tocat a les festes majors de les Borges del Camp i Calaf, i sovint ho fan a les de Ribes de Freser, Sant Julià de Vilatorta, Vic, Tona, Centelles, Navarcles i Aiguafreda. El 1986 van rebre la Creu de Sant Jordi.
El 1999 van crear la Cobla de Ball Tarasca i el 2000 enregistraren el disc Balls i danses del món. Els seus components són Victòria Morer (flabiol); Xevi Capdevila i Carles Casanova (tibles); Enric Espí i Marina Porta (tenores); Jaume Coma i Josep Maria Puig (trompetes); Ignasi Garolera (trombó); Ramon Casanova i Jordi Donet (fiscorns) i Jordi Ollé (contrabaix).
L'any 2014 van publicar un nou disc del compositor i tible de la cobla Xevi Capdevila, anomenat La cobla sense embuts, amb la col·laboració de la discogràfica Solfa Recordings i l'Ajuntament de Taradell. El disc conté sardanes i obres per cobla, amb la peculiaritat de ser el primer enregistrament on podem escoltar la Barítona.